# Teofil Wojeński
Teofil Wojeński (ur. 26 stycznia 1890 w Radomsku, zm. 6 listopada 1963 w Warszawie) – polski historyk literatury, prezes Związku Nauczycielstwa Polskiego w latach 1956–1960, wiceprzewodniczący Rady Naczelnej PPS w 1948
Od 1907 do 1908 był członkiem PPS – Frakcja Rewolucyjna. W 1908 był więziony przez władze rosyjskie. Od 1913 należał do Polskiej Partii Socjalistycznej – Opozycji. Od 1914 służył w Legionach Polskich. W latach 1929–1930 był prezesem Związku Nauczycieli Polskich Szkół Średnich. Od 1930 należał do Związku Nauczycielstwa Polskiego. W latach 30. XX w. działał także w Towarzystwie Oświaty Demokratycznej „Nowe Tory” i redagował dwutygodnik Lewy Tor. W latach 1941–1942 był członkiem Polskich Socjalistów. W 1942 był więziony na warszawskim Pawiaku. W okresie okupacji niemieckiej wchodził w skład Centralnej Piątki Tajnej Organizacji Nauczycielskiej, kierował tajnym nauczaniem w okręgu warszawskim. Od 1947 do 1948 zasiadał w Radzie Naczelnej PPS, w 1948 był jej wiceprzewodniczącym. Od 1948 należał do PZPR. Pełnił funkcje kuratora okręgu szkolnego warszawskiego, redaktora naczelnego Głosu Nauczycielskiego i od 1956 do 1960 prezesa Związku Nauczycielstwa Polskiego. W 1957 został profesorem Uniwersytetu Warszawskiego.
Opublikował m.in. prace: Stefan Żeromski. Rozbiór treści ideowej (1926), Historia literatury polskiej (t. 1-2, 1946), Publicystyka okresu pozytywizmu; wybór tekstów (1953), Walka o szkołę polską w okresie Rewolucji 1905 roku (1960), Dawne czasy... Wypisy z literatury polskiej dla klasy I Zasadniczych Szkół Zawodowych (1965).
Pochowany na cmentarzu Powązki Wojskowe w Warszawie w Alei Zasłużonych (kwatera A26-tuje-7).

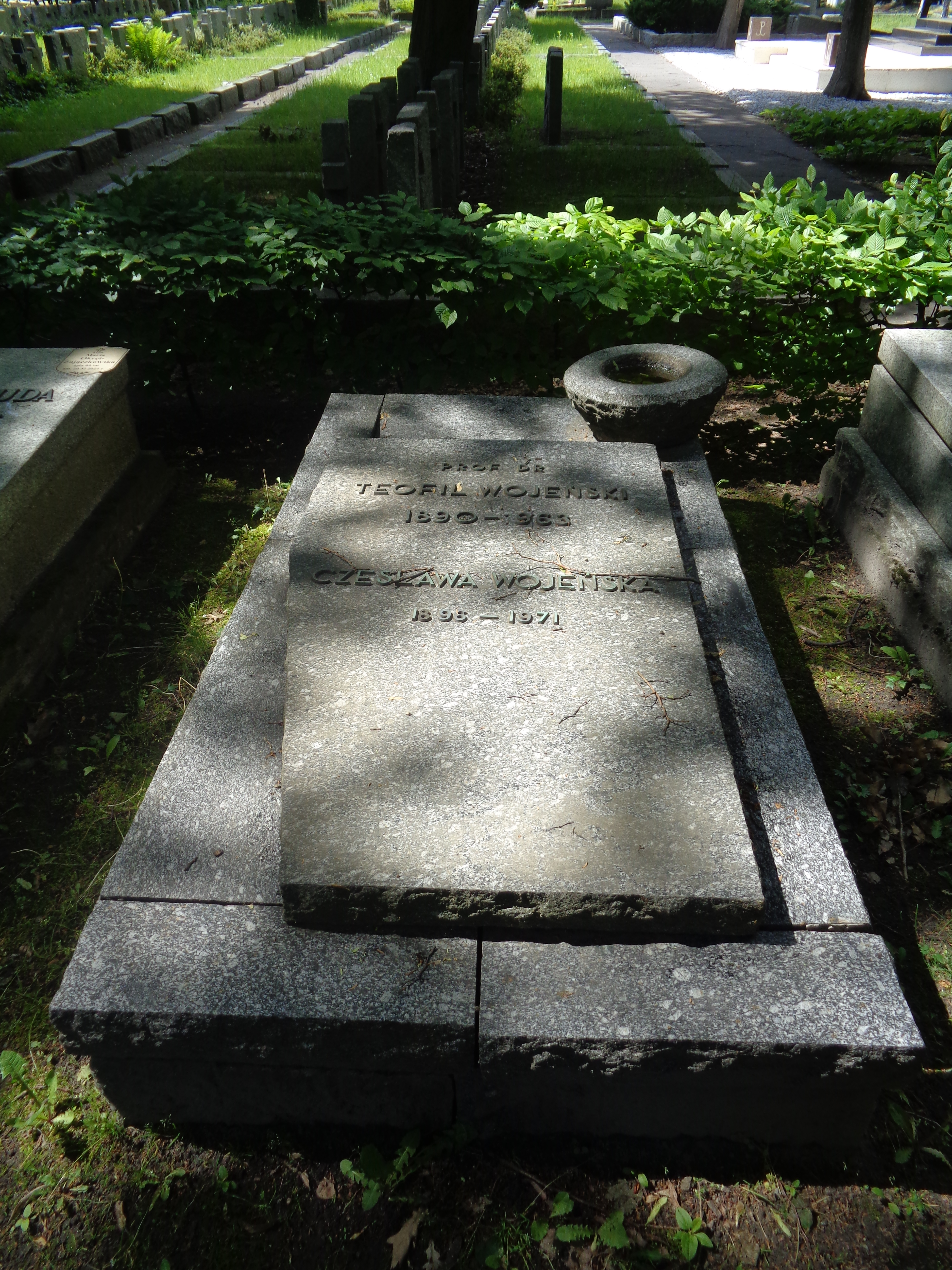
Grób Teofila Wojeńskiego na Powązkach Wojskowych

## Ordery i odznaczenia
- Krzyż Komandorski Orderu Odrodzenia Polski
- Złoty Krzyż Zasługi (19 marca 1936)[5]
- Order Sztandaru Pracy I klasy